# Pas d'heure pour aller chasser
Pour plus de détails, voir Fiche technique et Distribution.
Pas d'heure pour aller chasser (A Sheep in the Deep en anglais) est un cartoon américain Merrie Melodies de 1962 réalisé par Chuck Jones mettant en scène Ralph et Sam.